# Sas (clan)
Sas (ook: Drag) was een Poolse heraldische clan (ród herbowy) van middeleeuws Polen en later het Pools-Litouwse Gemenebest. De oorsprong van de clan ligt waarschijnlijk bij de Vlachen in Hongarije. De eerste ridders van de Dragów-Sas-familie, die dit wapen voerden, vestigden zich in Przemyśl, Lviv en Halytsj.
De historicus Tadeusz Gajl heeft 781 Poolse Sas-clanfamilies geïdentificeerd.

## Telgen
De clan bracht de volgende bekende telgen voort:
- Biliński
  - Anna Bilińska-Bohdanowiczowa, schilder
  - Leon Biliński, minister
- Albin Dunajewski, kardinaal
- Łukasz Baraniecki, aartsbisschop
- Józef Dwernicki, generaal
- Modest (Strilbyćkyj), bisschop
- Antoni Manastyrski, bisschop
- Stefan Kunicki, hetman

## Variaties op het wapen van Herburt

Sas variant II
Sas variant III
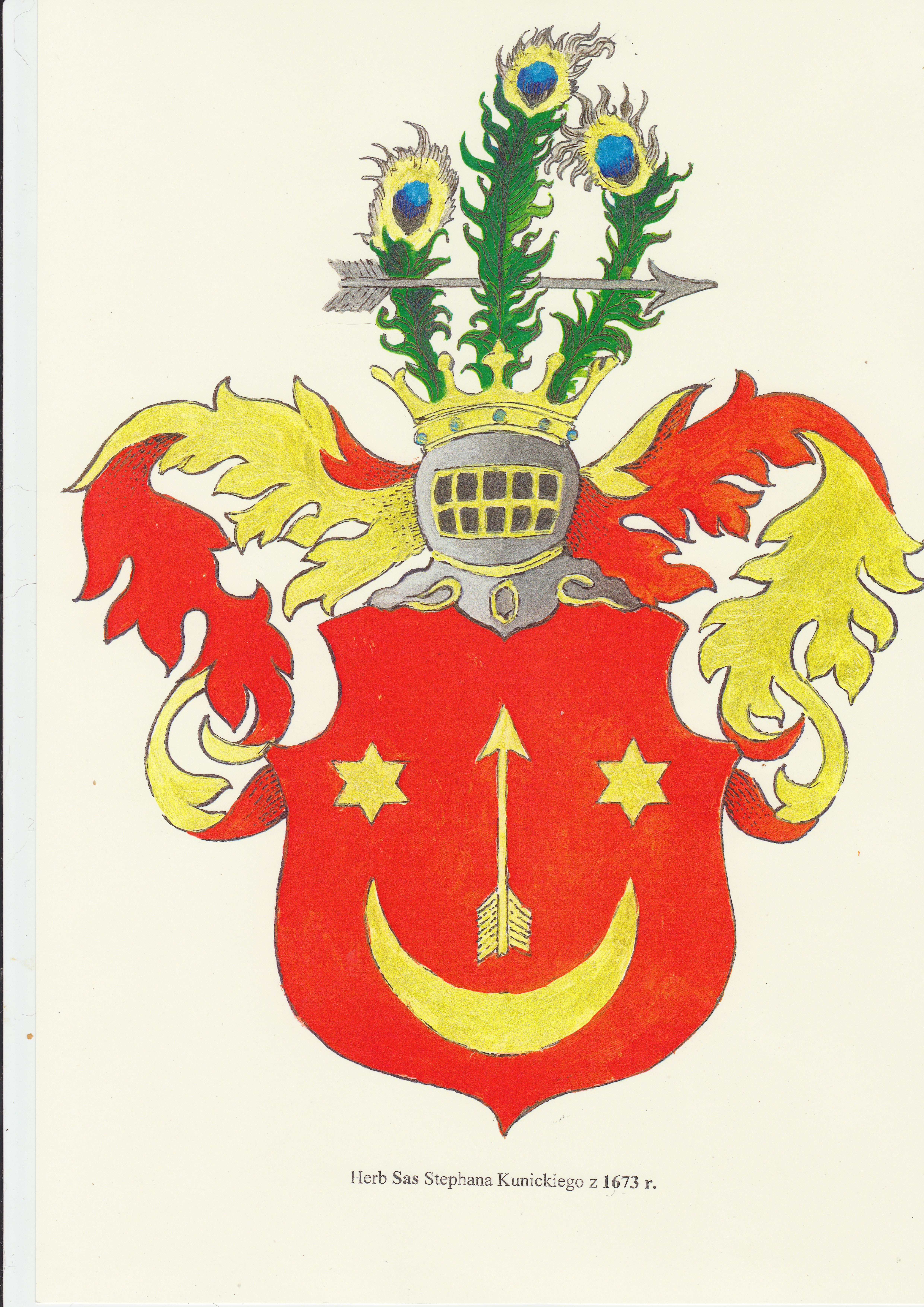
Wapen van Hetman Stefan Kunicki
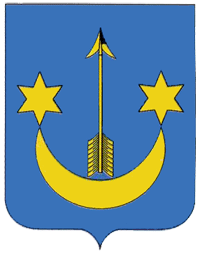
Wapen van Turka in de 16e eeuw
Wapen van Pruski
Wapen van Błażowski
Wapen van Garczyński I
Wapen van Garczyński II
Wapen van Garczyński III
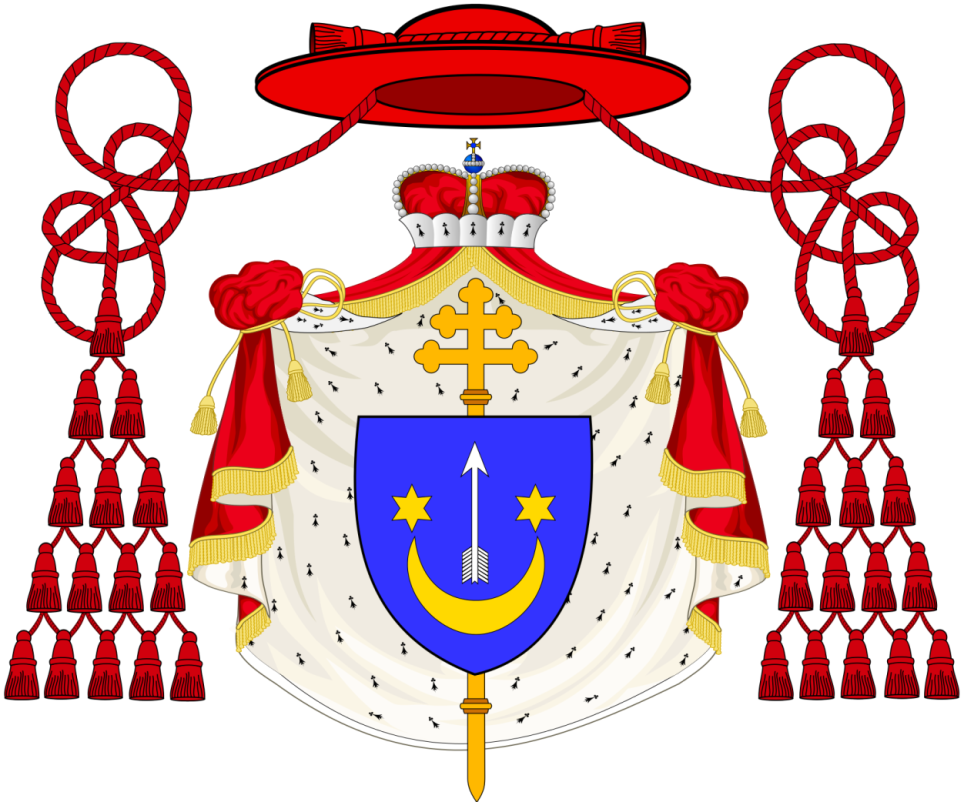
Wapen van Albin Dunajewski

## Galerij

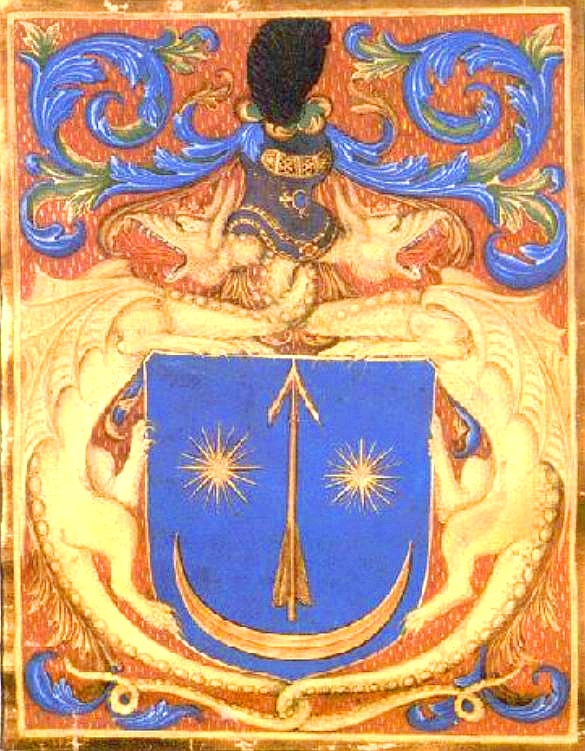
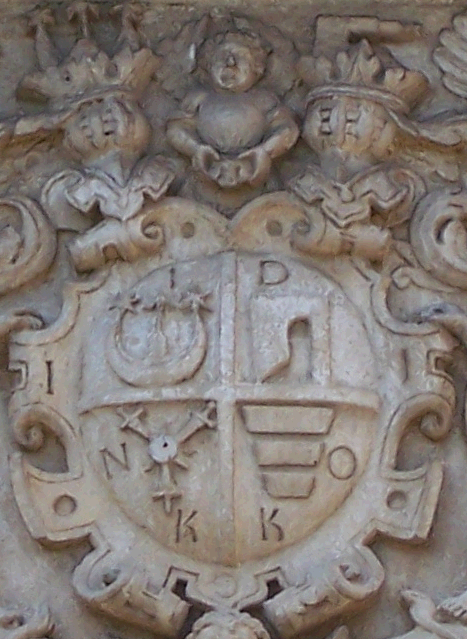
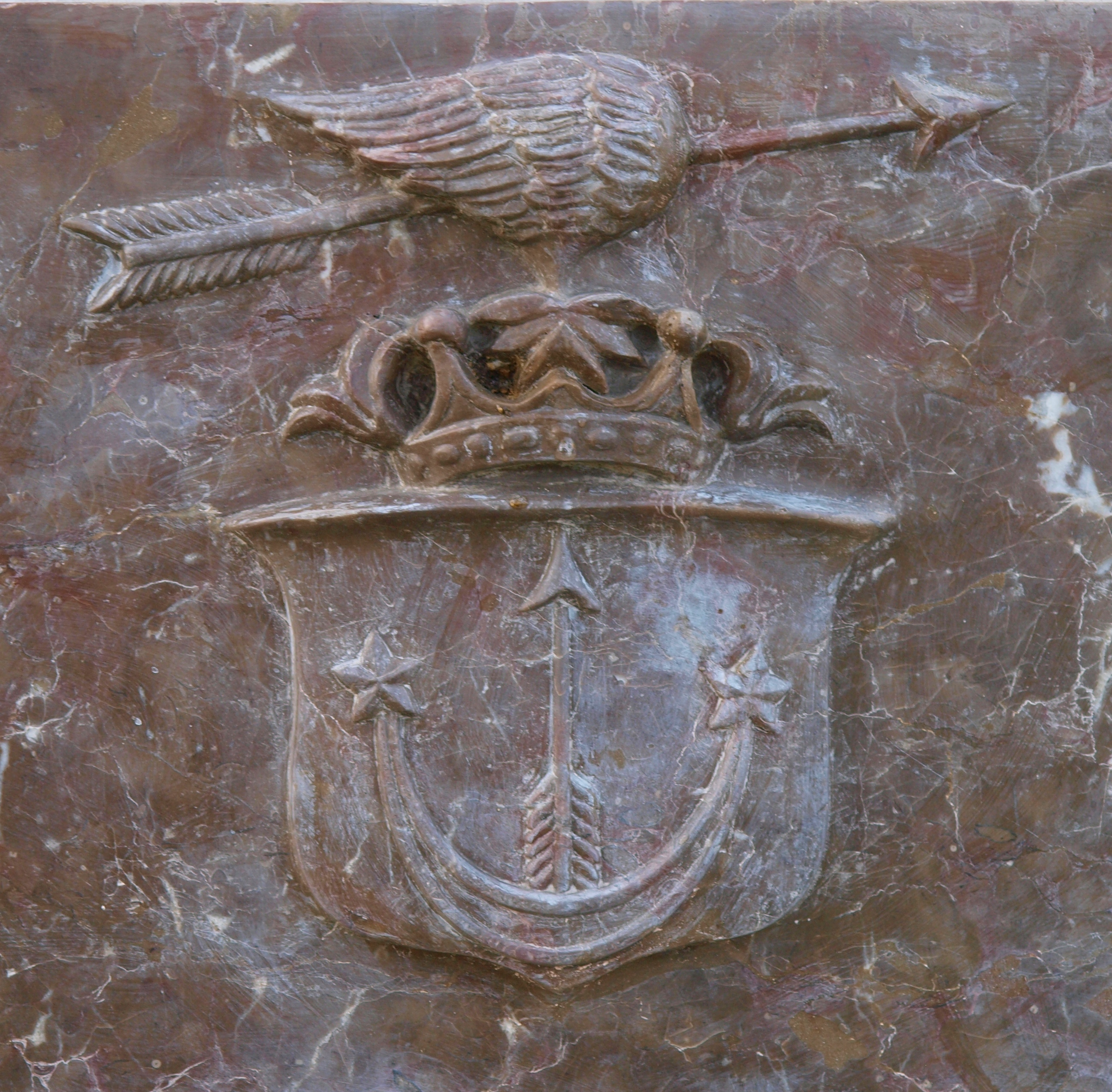
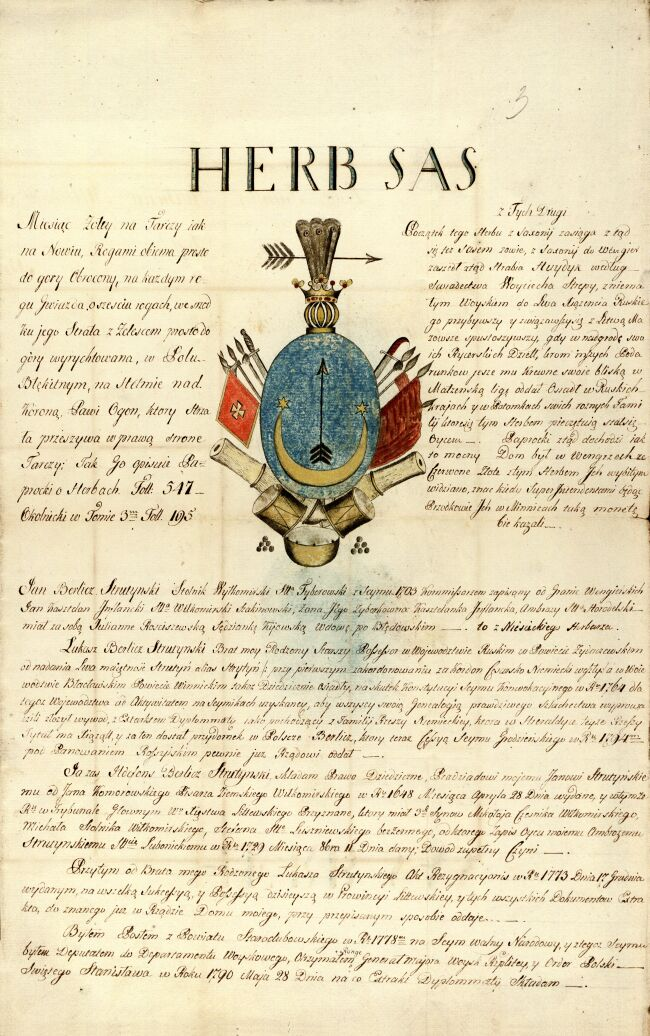
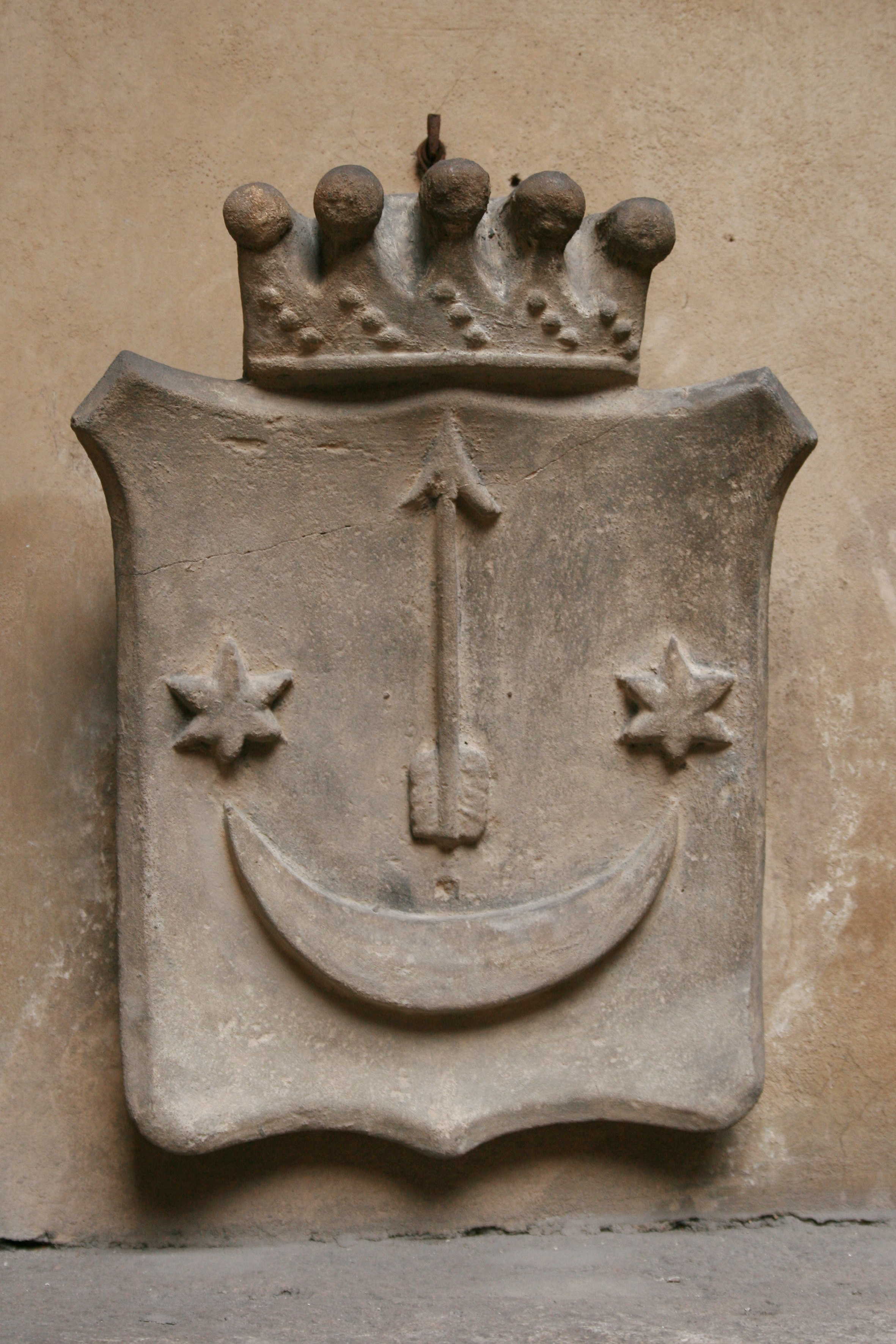